# Nguyễn Phúc Miên Tả
Nguyễn Phúc Miên Tả (chữ Hán: 阮福綿寫; 5 tháng 6 năm 1833 – 4 tháng 8 năm 1889), tước phong Trấn Quốc công (鎮國公), là một hoàng tử con vua Minh Mạng nhà Nguyễn trong lịch sử Việt Nam.

## Tiểu sử
Hoàng tử Miên Tả sinh ngày 18 tháng 4 (âm lịch) năm Quý Tỵ (1833), là con trai thứ 65 của vua Minh Mạng, mẹ là Cung nhân Cao Thị Diệu. Không rõ gia thế của bà Diệu, chỉ biết bà là người Quảng Trị. Hoàng tử Miên Tả là người con duy nhất của bà Cung nhân. Thuở nhỏ ông thông minh ham học, lại nhanh nhẹn.
Năm Minh Mạng thứ 21 (1840), vua cho đúc các con thú bằng vàng để ban thưởng cho các hoàng thân anh em, các hoàng tử công và hoàng tử chưa được phong tước. Hoàng tử Miên Tả được ban cho một con kỳ lân bằng vàng nặng 3 lạng 4 đồng cân.
Năm Tự Đức thứ 3 (1850), hoàng thân Miên Tả được phong làm Trấn Ninh Quận công (鎮寧郡公). Mãi đến năm 1885, vua Đồng Khánh mới tấn phong cho ông làm Trấn Quốc công (鎮國公), bổ chức Tả tôn chính Tôn nhân.
Năm Thành Thái thứ nhất (1889), Ất Dậu, ngày 8 tháng 7 (âm lịch), quốc công Miên Tả qua đời, thọ 57 tuổi, thụy là Cung Mục (恭睦) . Mộ của ông được táng tại An Cựu (thuộc Hương Thủy, Thừa Thiên - Huế), phủ thờ dựng ở Phú Hội, Huế.
Quốc công Miên Tả có một con trai và một con gái. Ông được ban cho bộ chữ Mạch (麥) để đặt tên cho các con cháu trong phòng.